# Kazuya Miyahara
Kazuya Miyahara (jap. 宮原 和也 Miyahara Kazuya; ur. 22 marca 1996) – japoński piłkarz występujący na pozycji pomocnika. Obecnie występuje w Nagoya Grampus.

## Kariera klubowa
Od 2014 roku występował w klubach Sanfrecce Hiroszima i Nagoya Grampus.